# Papilom

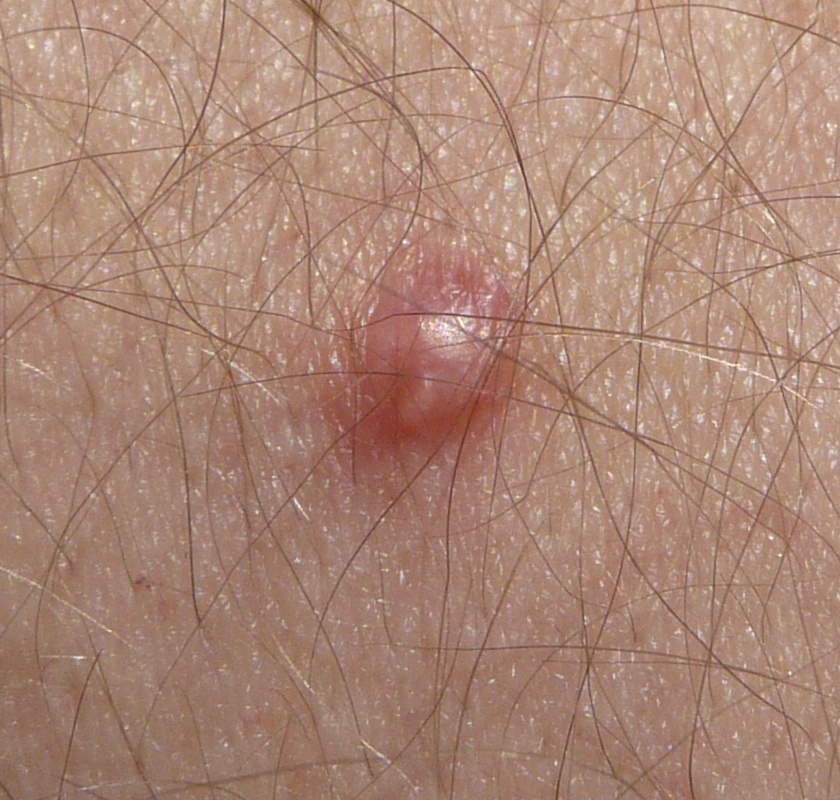
Papilom způsobený virem HPV

Papilom je benigní nádor epitelu. V zásadě se může vyskytovat na jakémkoli plochém epitelu a sliznicích. Velice často nastupuje v močových cestách, prochází přes mléčné žlázy, či jiné žlázy, méně často postihuje sliznici ústní dutiny a trávicí trakt.

## Popis
Papilom je vzhledu květáku, může dosahovat velikosti do jednoho cm.

## Klinicky
Papilom je bezbolestný a vyskytuje se u všech věkových skupin. Postihuje muže i ženy. Je-li pociťován jako kosmeticky rušivý, bývá ambulantně odstraněn.